# Integratron
El Integratron es un edificio diseñado por el ufólogo George Van Tassel. Según su constructor, su propósito original era el de servir como instalación para realizar estudios sobre el rejuvenecimiento, la Antigravedad y los viajes en el tiempo. Es un tholos construido con madera, fibra de vidrio, vidrio, hormigón y una serie de metales no ferromagnéticos. Van Tassel construyó la estructura en Landers, California (Estados Unidos), en el año 1960, según afirmó, siguiendo las instrucciones que supuestamente un visitante del planeta Venus le habría dado. La construcción fue financiada principalmente por donaciones provenientes de distintas personas, entre ellas Howard Hughes.
Después del fallecimiento de Van Tassel en 1978, el edificio tuvo varios dueños, hasta que a principios de la década de los 2000 las hermanas Joanne, Nancy y Patty Karl lo compraron. Las hermanas Karl ahora promueven el Integratron como una estructura con acústica perfecta y declaran que actualmente es objeto de estudio para diversos campos como arquitectura, neuroacústica, música, curación por energía, medicina alternativa y espiritualidad. El edificio está abierto al público en determinadas ocasiones, normalmente incluyendo una presentación de las hermanas Karl realizando “baños de sonido” (sesiones de meditación acompañadas con música de cuencos de cuarzo).

## Galería

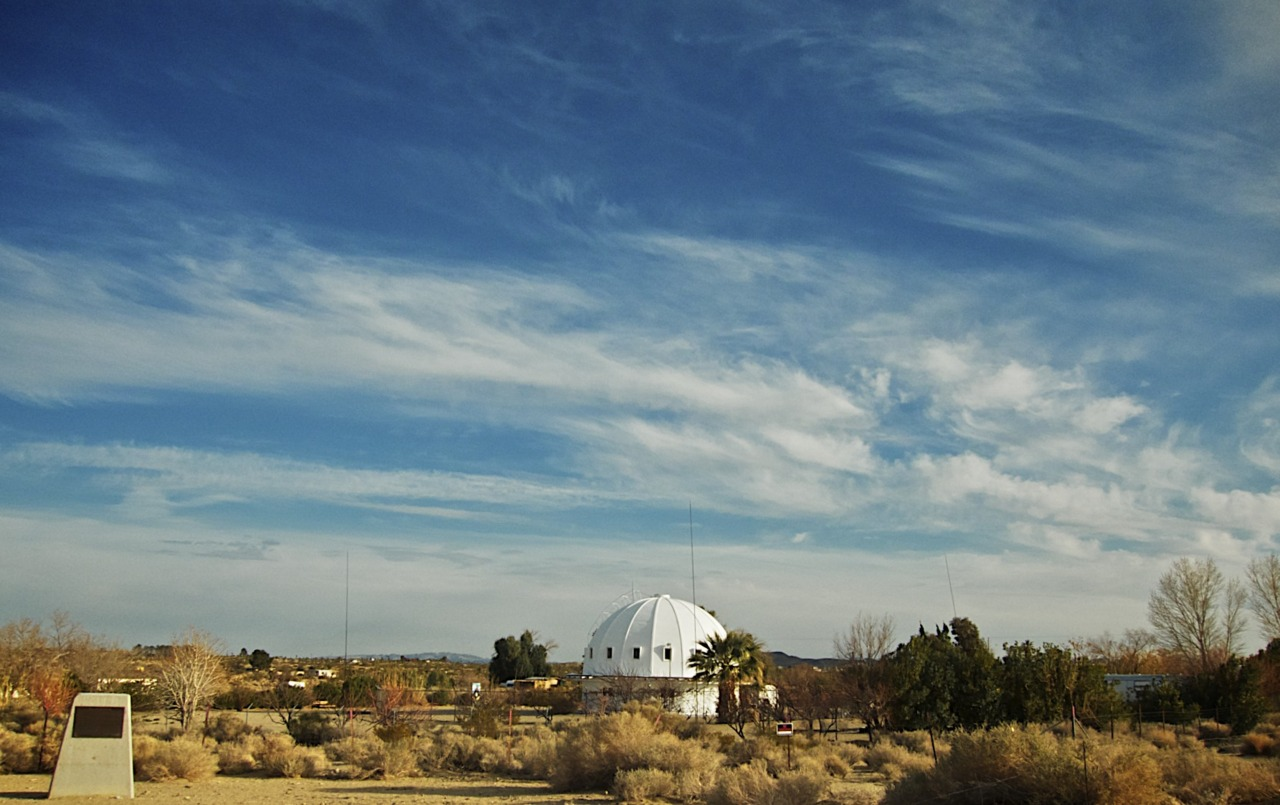
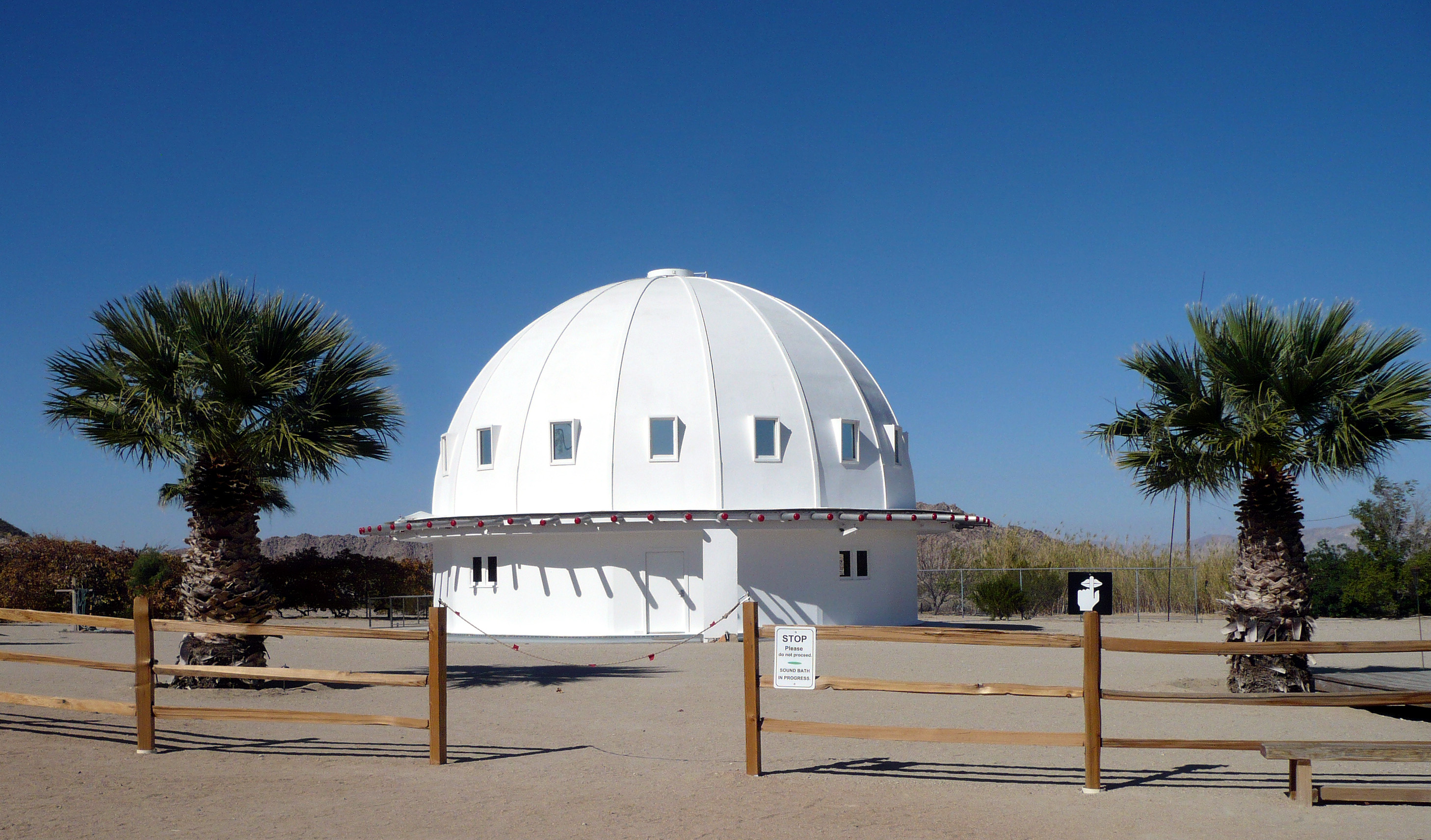
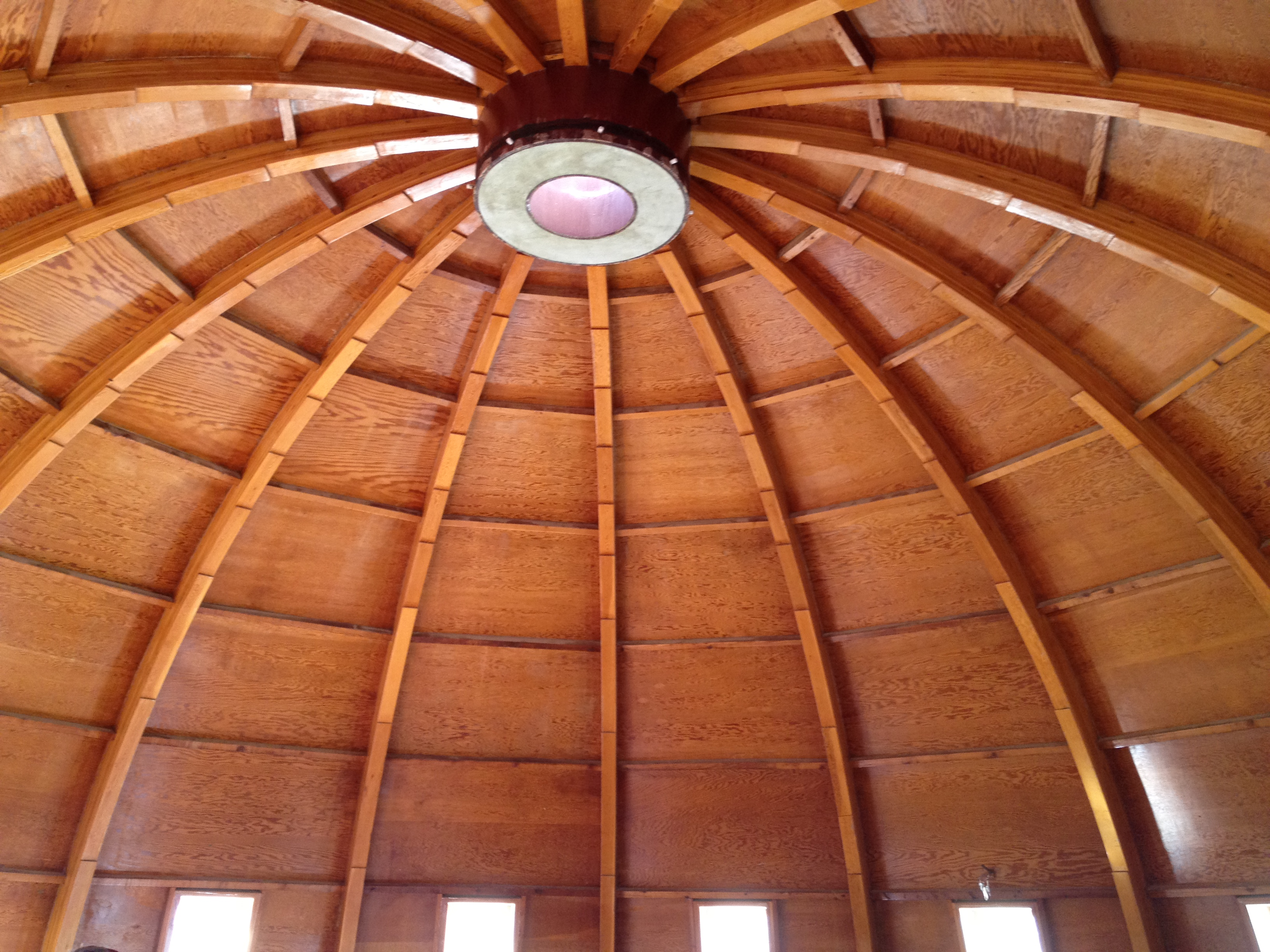
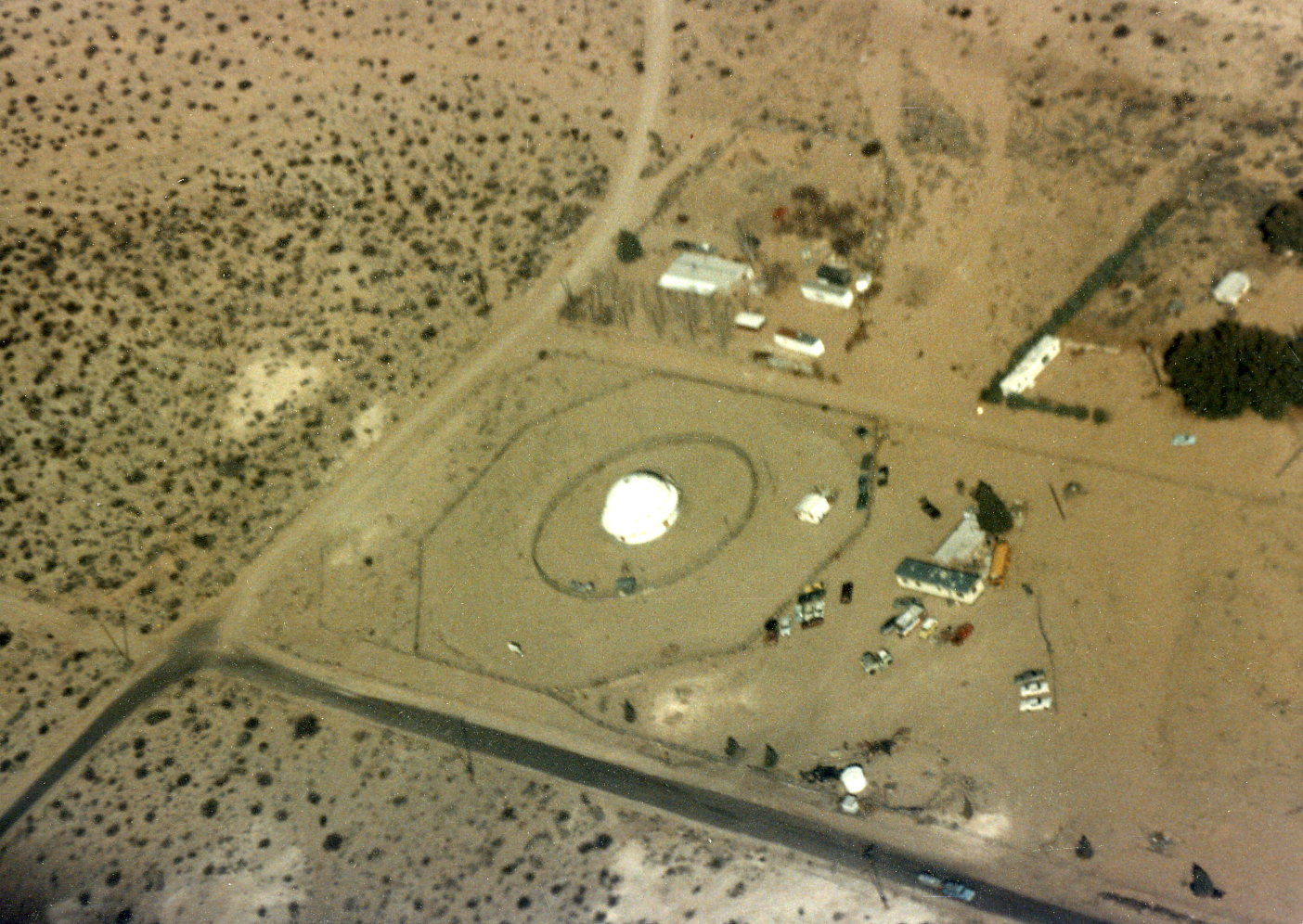

- Datos: Q3152987
- Multimedia: Integratron / Q3152987